# Carolina Frände
Sara Carolina Rediviva Frände, född 6 juli 1973 i Östervåla, Heby kommun, är en svensk regissör och teaterchef.

## Biografi
Frände föddes i samhället Östervåla i Uppland men växte upp i Tranemo i Västergötland. Redan som barn kände hon i teatergruppen i Unga örnar en dragning till arbetet som regissör. Hon läste teatervetenskap vid Stockholms universitet, innan hon genomgick regiutbildning vid Dramatiska institutet 1996–99 med Suzanne Osten som professor, vilket lade grunden till hennes ifrågasättande analytiska arbetssätt och intresse för teater för unga människor. 2003 blev hon konstnärlig ledare för Unga riks och 2004–09 prorektor för Teaterhögskolan i Stockholm., där hon tog initiativet till det utforskande projektet Att gestalta kön, som genomfördes på landets teaterhögskolor.
Sedan utbildningen har hon verkat som regissör vid flera teatrar, såsom Riksteatern, Göteborgs och Uppsala stadsteatrar, Teater Bhopa och Dramaten, där hon har satt upp flera av Lucas Svenssons pjäser. Framför allt har hon också verkat vid Stockholms stadsteater sedan 1999 och bland annat satt upp Hjalmar Söderbergs Gertrud (2006) och klassikern Krig och fred (2008).
Sedan 2009 har hon byggt upp och är konstnärlig ledare och regissör för Stockholms stadsteaters speciella barnteaterscen i förorten Skärholmen, där hon bland annat satt upp en dramatisering av den svenska "flyktingberättelsen" Barnen från Frostmofjället vintern 2011–12, Meningen med livet och Virginia Woolfs Orlando. Frågor om kön, klass, sexualitet, identitet, grupptillhörigheter och gränsöverskridanden intresserar henne mycket.
2012 tilldelades Frände Thaliapriset för sitt konstnärliga arbete, framförallt aktuellt fokuserat på uppbyggnaden av Stadsteatern Skärholmen till en framstående barnteaterscen.
2016 satte Frände för Riksteatern upp Sara Lidmans debutroman Tjärdalen som musikteaterföreställning med premiär i Umeå den 23 september.

## Teater

### Regi (ej komplett)
| År   | Produktion                              | Upphovsmän                                                              | Teater                    |
| ---- | --------------------------------------- | ----------------------------------------------------------------------- | ------------------------- |
| 2002 | Pelle Snusk Shockheaded Peter           | Julian Crouch och Phelim McDermott Översättning Sven Hugo Persson       | Göteborgs stadsteater     |
| 2005 | Måsen Чайка, Chayka                     | Anton Tjechov Översättning Lars Kleberg                                 | Göteborgs stadsteater     |
| 2007 | Den utvalda                             | Mattias Andersson                                                       | Göteborgs stadsteater     |
| 2008 | Svenskt landskap med kinesiska detaljer | Lucas Svensson                                                          | Dramaten                  |
| 2014 | Happy End                               | Dorothy Lane, Kurt Weill och Bertolt Brecht Översättning Magnus Lindman | Kulturhuset Stadsteatern  |
| 2015 | Vågen The Third Wave                    | Ron Jones Dramatisering Carolina Frände                                 | Kulturhuset Stadsteatern  |
| 2016 | Fablerna                                | Aisopos Dramaturg Marie Persson Hedenius                                | Kulturhuset Stadsteatern  |
| 2017 | Norrtullsligan                          | Elin Wägner Dramatisering Celeste Sjölin och Joakim Sten                | Kulturhuset Stadsteatern  |
| 2017 | Fun Home                                | Lisa Kron och Jeanine Tesori Översättning Ulricha Johnson               | Kulturhuset Stadsteatern  |
| 2018 | The Laramie Project                     | Moisés Kaufman Översättning Joakim Sten                                 | Kulturhuset Stadsteatern  |
| 2018 | Krilon                                  | Eyvind Johnson Dramatisering Joakim Sten                                | Kulturhuset Stadsteatern  |
| 2019 | Sherlock Holmes: Det vita hjärtat       | Joakim Sten                                                             | Kulturhuset Stadsteatern  |
| 2020 | Gustav Vasa av August Strindberg        | Joakim Sten                                                             | Strindbergs Intima Teater |
| 2021 | Rann heter egentligen något annat       | Staffan Göthe                                                           | Uppsala stadsteater       |
| 2021 | De perversa                             | August Strindberg Bearbetning Joakim Sten                               | Strindbergs Intima Teater |
| 2022 | Lehmantrilogin Qualcosa sui Lehman      | Stefano Massini Översättning Johanna Hedenberg                          | Kulturhuset Stadsteatern  |
| 2022 | Galileis liv Leben des Galilei          | Bertolt Brecht och Margarete Steffin Översättning Ulrika Wallenström    | Dramaten                  |
| 2024 | Rosens namn Il nome della rosa          | Umberto Eco Dramatisering & bearbetning Joakim Sten                     | Uppsala stadsteater       |